# Io sono la primula rossa
Io sono la primula rossa è un film del 1955, diretto da Giorgio Simonelli.